# Chabutwa (Tabora)
Chabutwa è una circoscrizione rurale (rural ward) della Tanzania situata nel distretto di Igunga, regione di Tabora. Conta una popolazione di 6 264 abitanti (censimento 2012).